# Ludmila Bešťáková
Ludmila Bešťáková-Kudláčková (7. října 1930 Praha) je česká sochařka. Vystudovala Akademii výtvarných umění v Praze. Tvořila jak komorní díla, tak díla pro architekturu či film, některá se svým mužem Janem Kudláčkem. V roce 1974 měla první samostatnou výstavu v Galerii československého spisovatele v Praze.

## Život
V letech 1946–1949 studovala na Státní keramické škole v Praze a následně pokračovala na Akademii výtvarných umění do ateliéru Jan Loudy a Karla Pokorného. V roce 1958 si vzala malíře a ilustrátora Jana Kudláčka se kterým měla syna. V roce 1960 vstoupila do Svazu československých výtvarných umělců. Poprvé se na výstavě objevila právě v 60. letech, ale první autorskou výstavu uspořádala až v roce 1974.

## Dílo
Mezi autorčiny realizace patří:
- 1955: Malý rudoarmějec, sádra, výška 47 cm[5]
- 1961: Družstevnice, dřevo, výška 45 cm[6]
- 60. léta: dekorace stěny v Domě kultury v Ústí nad Labem, umělý mramor, spolupráce s Janem Kudláčkem[7]
- 1981: Kočka, polychromované dřevo, výška 45 cm[1]
- 1982: loutky pro film Železné boty (Jan Kudláček)[8][9]